# طالقان دو (مقاطعة دورة)
طالقان دو (بالإنجليزية: Taleqan-ye Do)‏ هي مستوطنة تقع في قسم كشكان الريفي (مقاطعة دورة) في إيران. يقدر عدد سكانها بـ 273 نسمة .